# 桔云斑蛛
桔云斑蛛（学名：Cyrtophora citricola）为园蛛科云斑蛛属的动物。分布于地中海、非洲、亚洲南部、大洋洲以及中国大陆的四川、云南等地，主要栖息于树林、果园以及蔬菜地。